# Victor Moses
Victor Moses (ur. 12 grudnia 1990 w Kadunie) – nigeryjski piłkarz, grający na pozycji pomocnika w rosyjskim klubie Spartak Moskwa.

## Kariera klubowa
Urodził się w Nigerii, do Anglii przyjechał w wieku 11 lat. Karierę piłkarską rozpoczął w Crystal Palace. 6 listopada 2007 roku zadebiutował w jego barwach w zremisowanym 1:1 meczu z Cardiff City, w którym zmienił w drugiej połowie Johna Bostocka. Pierwszego gola strzelił 12 marca 2008 w spotkaniu z West Bromwich Albion, zapewniając swojemu zespołowi remis 1:1. Następnie regularnie występował w rozgrywkach Championship. Od końca listopada 2009 do połowy stycznia 2010 roku zdobył w nich sześć bramek (w tym dwie w wygranym 4:2 spotkaniu z Reading), co przyczyniło się do tego, że został wybrany najlepszym młodym graczem grudnia w lidze.
1 lutego 2010 roku podpisał trzyipółletni kontrakt z Wigan Athletic. 6 lutego zadebiutował w Premier League w zremisowanym 1:1 meczu z Sunderlandem. 3 maja strzelił pierwszego gola w angielskiej ekstraklasie w spotkaniu z Hull City (2:2). W sezonach 2010/2011 i 2011/2012 regularnie występował w barwach Wigan. W tym ostatnim zdobył sześć bramek, m.in. dwie w meczu z Newcastle United, przyczyniając się do zwycięstwa 4:0.
24 sierpnia 2012 roku został zawodnikiem Chelsea. 25 września w wygranym 6:0 meczu Pucharu Ligi Angielskiej z Wolverhampton Wanderers strzelił swojego pierwszego gola dla londyńskiej drużyny.
2 września 2013 roku został na rok wypożyczony do Liverpoolu.
16 sierpnia 2014 został wypożyczony do Stoke City.
16 października 2020 roku został wypożyczony na sezon do Spartaku Moskwa z opcją wykupu.

## Kariera reprezentacyjna
W maju 2007 roku wraz z reprezentacją Anglii do lat 17 uczestniczył w mistrzostwach Europy w Belgii. W turnieju tym strzelił dwa gole w grupowym meczu z Holandią (4:2) i jednego w półfinałowym spotkaniu z Francją (1:0). Z dorobkiem trzech bramek na koncie został królem strzelców, Anglicy zaś zajęli drugie miejsce. Następnie wziął udział w mistrzostwach świata U-17 w Korei Południowej – wystąpił w trzech meczach i zdobył trzy gole: dwa w spotkaniu z Nową Zelandią i jednego w pojedynku z Koreą Północną.
W 2008 roku wziął udział w mistrzostwach Europy do lat 19 w Czechach, w których Anglicy odpadli z rywalizacji w fazie grupowej. 10 sierpnia 2010 zagrał w meczu reprezentacji Anglii U-21 z Uzbekistanem (2:0), w którym został zmieniony na początku drugiej połowy przez Daniela Welbecka; był to jego jedyny występ w angielskiej kadrze młodzieżowej.
Na początku listopada 2011 roku FIFA upoważniła Mosesa do gry w reprezentacji Nigerii. Zadebiutował w niej 29 lutego 2012 w meczu kwalifikacji do Pucharu Narodów Afryki w RPA z Rwandą (0:0), w którym zmienił Ahmeda Musę. 15 sierpnia 2018 roku ogłosił koniec kariery reprezentacyjnej.

## Statystyki kariery
Aktualne na dzień 22 maja 2016 r.
| 2007/08             |                    | Crystal Palace              | Championship       | 13  | 3  | 1  | 0 | 0  | 0 | —  | — | 16  | 3  |
| 2008/09             |                    | Crystal Palace              | Championship       | 27  | 2  | 3  | 0 | 2  | 0 | —  | — | 32  | 2  |
| 2009/10             |                    | Crystal Palace              | Championship       | 18  | 6  | 1  | 0 | 2  | 0 | —  | — | 21  | 6  |
| 2009/10             |                    | Wigan                       | Premier League     | 14  | 1  | 0  | 0 | 0  | 0 | —  | — | 14  | 1  |
| 2010/11             |                    | Wigan                       | Premier League     | 21  | 1  | 2  | 0 | 3  | 1 | —  | — | 26  | 2  |
| 2011/12             |                    | Wigan                       | Premier League     | 38  | 6  | 1  | 0 | 0  | 0 | —  | — | 39  | 6  |
| 2012/13             |                    | Wigan                       | Premier League     | 1   | 0  | 0  | 0 | 0  | 0 | —  | — | 1   | 0  |
| (2012/2013)         |                    | Chelsea                     | Premier League     | 23  | 1  | 5  | 2 | 3  | 2 | 10 | 5 | 43  | 10 |
| 2013/14             |                    | Liverpool (wyp.)            | Premier League     | 19  | 1  | 2  | 1 | 1  | 0 | —  | — | 22  | 2  |
| 2014/15             |                    | Stoke City (wyp.)           | Premier League     | 19  | 3  | 1  | 1 | 2  | 0 | —  | — | 22  | 4  |
| 2015/16             |                    | West Ham United (wyp.)      | Premier League     | 21  | 1  | 4  | 1 | 1  | 0 | —  | — | 26  | 2  |
| 2018–19             |                    | Fenerbahçe SK (piłka nożna) | Süper Lig          | 14  | 4  | 0  | 0 | —  | — | 2  | 0 | 16  | 4  |
| 2019–20             |                    | Fenerbahçe SK (piłka nożna) | Süper Lig          | 6   | 1  | 1  | 0 | —  | — | —  | — | 7   | 1  |
| Serie A (2019/2020) |                    | Inter Mediolan              | Serie A            | 0   | 0  | 0  | 0 | –  | — | 0  | 0 | 0   | 0  |
| Łącznie w karierze  | Łącznie w karierze | Łącznie w karierze          | Łącznie w karierze | 214 | 25 | 20 | 5 | 14 | 3 | 10 | 5 | 262 | 39 |